# Sogliano al Rubicone
Sogliano al Rubicone és un municipi situat al territori de la província de Forlì-Cesena, a la regió de l'Emília-Romanya, (Itàlia).
Sogliano al Rubicone limita amb els municipis de Borghi, Mercato Saraceno, Novafeltria, Roncofreddo, Sant'Agata Feltria, Sarsina, Talamello i Torriana.